# دوغلاس كيلنر
دوغلاس كيلنر (بالإنجليزية: Douglas Kellner)‏ هو فيلسوف أمريكي، ولد في 31 مايو 1943.